# 얼스터

얼스터의 깃발

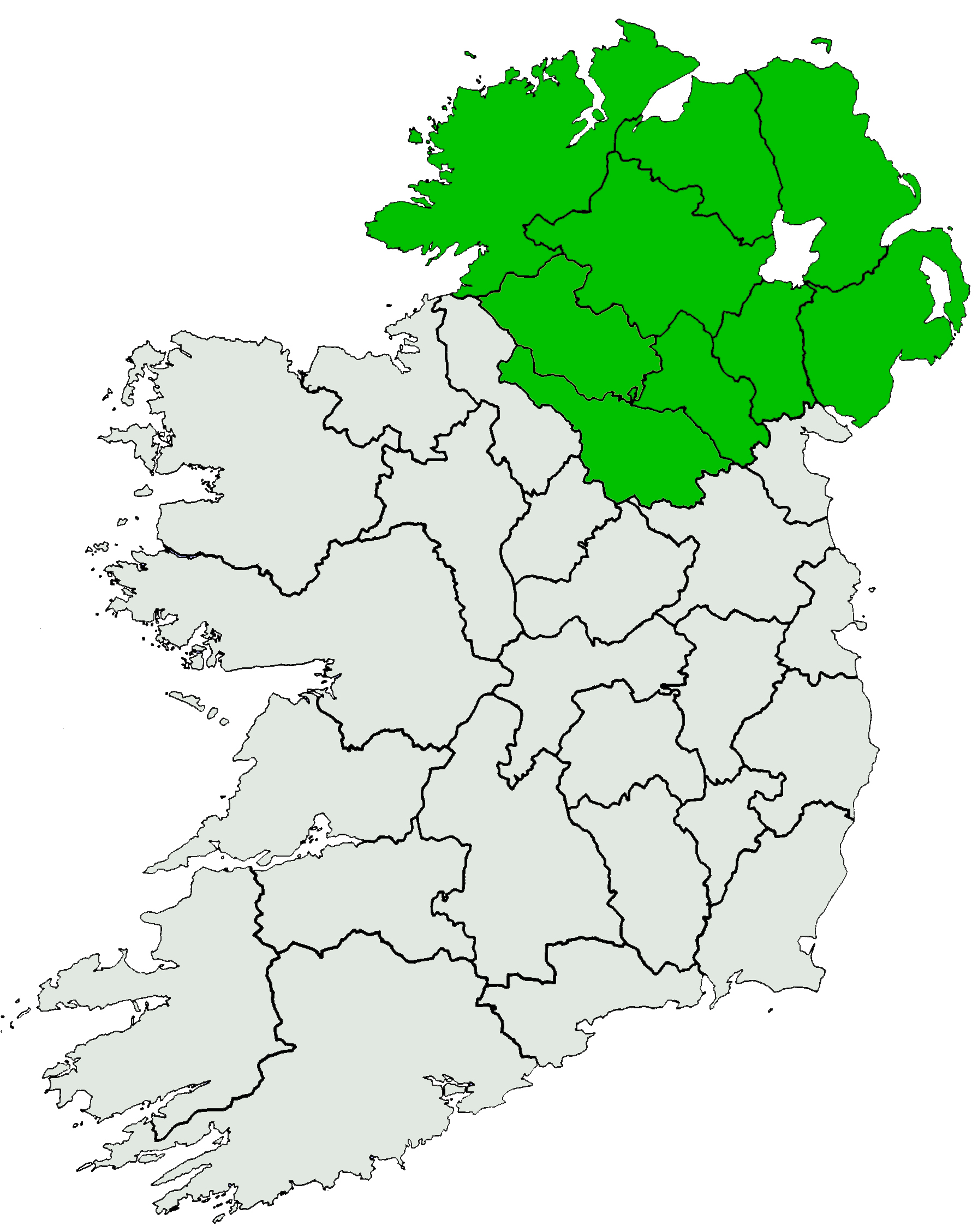
아일랜드섬 안에서의 얼스터의 범위

얼스터(영어: Ulster [ˈʌlstər][*], 아일랜드어: Cúige Uladh 쿠게 울라)는 아일랜드섬의 전통적인 네 지방 중 하나이다. 면적은 24,481 km2이고, 인구는 2백만명에 약간 못 미친다. 이 지방의 가장 큰 도시는 벨파스트로 약 50만명이 벨파스트와 그 인근에 거주한다.
얼스터는 영국이 아일랜드에 대한 식민정책을 수행할 때 개신교 신자들을 다수 이주시켰던 지역으로, 이후 전통적으로 신교도가 절대 다수를 차지해 왔다. 19세기에는 산업혁명으로 발전하는 영국과 함께 경제적 호황을 누렸는데, 이는 아일랜드의 다른 지역에서 농업과 목축업이 지배적이었던 것과는 대조적이다.
아일랜드 민족주의자들은 1912년에 아일랜드 자치법을 통과시키는 데 성공했는데, 얼스터 지역의 대다수는 이 법을 반대하면서 영국으로부터 직접 통치를 받고자 했다. 이들은 1919년에 아일랜드 독립전쟁이 시작된 후에도 영국에 속하고자 하는 연합주의(Unionism)를 고수하였으며, 1920년 아일랜드 정부법을 통해 북아일랜드 자치의회를 얻어내었다. 이후 1922년에는 남아일랜드에서 아일랜드 자유국이 수립되면서 아일랜드섬의 일부분은 영국의 관할에서 떨어지게 되었다.
현재는 전체 아홉 주 중 여섯 주(다운주, 런던데리주, 아마주, 앤트림주, 티론주, 퍼매나주)는 영국 내의 북아일랜드에 속한다. 종종 이 여섯 주만을 "얼스터"라 부르기도 한다. 나머지 더니골주, 모너핸주, 캐번주는 아일랜드에 속한다.
주민 대부분이 영어를 사용한다. 더니골주의 일부 주민과 외부에서 온 사람들이 아일랜드어를 쓴다. 세 번째로 많이 쓰이는 언어는 광둥어이다. 벨파스트에 사는 중국인 공동체 때문이다. 벨파스트는 인구 대비 가장 많은 중국 레스토랑이 있는 유럽 도시이다.
브리튼 제도에서 가장 큰 호수인 네이호가 얼스터 동쪽에 위치하고 있다. 또한 제도에서 가장 긴 섀넌강이 캐번주에서 발원한다.

## 같이 보기
- 얼스터의 붉은 손